# Paul Williams (Bischof)

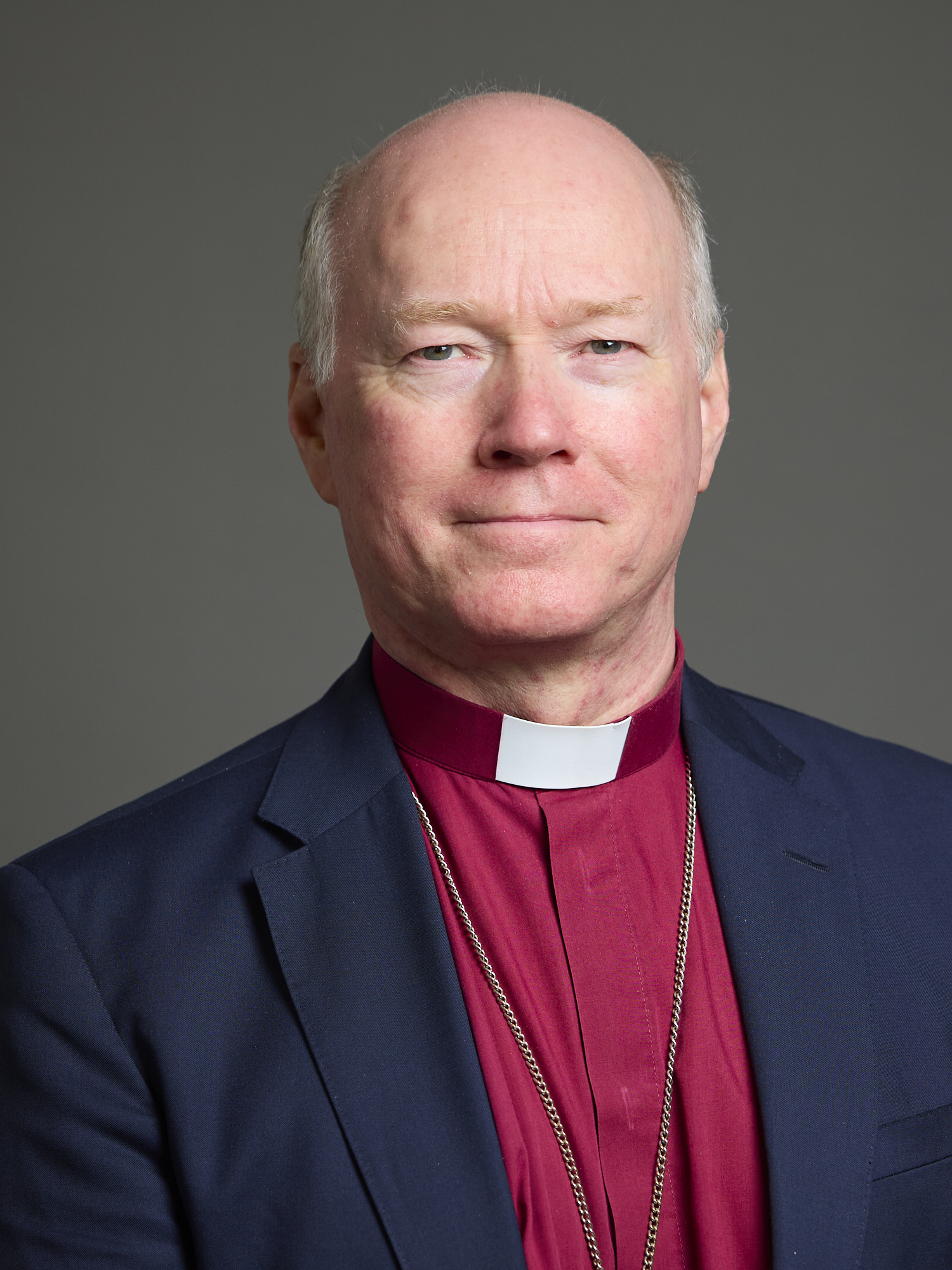
Paul Williams, 2024

Paul Gavin Williams (* 16. Januar 1968 in Weston) ist ein britischer anglikanischer Theologe. Am 10. Februar 2015 wurde er zum Bischof der Diözese Southwell und Nottingham in der Church of England ernannt.

## Leben
Williams wurde als Sohn von Bryan Williams und dessen Ehefrau Heather Williams in Weston geboren und in der St Nicholas Church in Uphill getauft. Er wuchs im West County der Grafschaft Somerset auf. Sein Vater war Elektroingenieur; seine Mutter gehörte zu den ersten Frauen, die in der Anglikanischen Kirche ordiniert (1994) wurden. Bereits als Teenager entstand bei ihm der Wunsch, Priester zu werden. Das Kirchenamt seiner Mutter hatte entscheidenden Einfluss auf seinen Glauben und seine spätere Berufswahl. Er besuchte die Court Fields Community School in Wellington in der Grafschaft Somerset und das Richard Huish College in Taunton. Anschließend studierte er Theologie am Grey College der University of Durham.
Zur Vorbereitung auf sein Priesteramt besuchte er das Wycliffe Hall Theological College, ein theologisches College der Anglikanischen Kirche, in Oxford. 1992 wurde er zum Diakon geweiht; 1993 folgte seine Priesterweihe. Seine Priesterlaufbahn begann er von 1992 bis 1995 als Hilfsvikar (Assistant Curate) an der St James Church im Londoner Vorort Muswell Hill in der Diözese von London. Anschließend war er von 1995 bis 1999 Pfarrer (Associate Vicar) an der Christ Church in Clifton, einem Vorort von Bristol. Dort wirkte er insbesondere als Studentenpfarrer. Von 1999 bis 2009 war er Pfarrer (Rector) an der St James Church in Gerrards Cross mit Zuständigkeit für die Gemeinde der St James Church in Fulmer in South Buckinghamshire. Unter seiner Leitung nahm die Zahl der Gemeindemitglieder deutlich zu; die Gemeinde galt als Zentrum des religiösen Lebens in der Region. Von 2007 bis 2009 war er Ehrenamtlicher Kanoniker (Honorary Canon; Domherr) an der Christ Church Cathedral, der Kathedrale von Oxford.
Im Dezember 2008 wurde seine Ernennung zum „Bischof von Kensington“ bekanntgegeben. Im März 2009 wurde Williams offiziell Suffraganbischof von Kensington (Area Bishop of Kensington) in der Diözese London. Am 25. März 2009 wurde Williams in der St Paul’s Cathedral von damaligen Erzbischof von Canterbury Rowan Williams zum Bischof geweiht. Seine Zuständigkeit als Bischof von Kensington umfasst insgesamt sechs Kirchenbezirke in West London. Zu seinen Arbeitsschwerpunkten gehörten bisher insbesondere die Gründung neuer Kirchen und kirchlicher Einrichtungen, die Unterweisung und Führung von Kirchenangehörigen, sowie Schulpolitik und der Religionsunterricht und die Glaubensunterweisung von Kindern und Schülern in verschiedenen Secondary Schools in West London.
Im Februar 2015 wurde seine Ernennung zum Bischof der Diözese Southwell und Nottingham bekanntgegeben. Sein Amt trat er offiziell im Sommer 2015 an. Er ist Nachfolger von Paul Butler, der im Januar 2014 Bischof von Durham in der Church of England wurde.

## Persönliches
Williams ist verheiratet. Aus der Ehe mit seiner Frau Sarah gingen drei Söhne hervor. Beide sind auch als Pflegeeltern für weitere Kinder tätig. Zu Williams‘ Hobbys gehört Sport, insbesondere Cricket und Fußball.